# Clube Desportivo de Gouveia
El CD Gouveia es un equipo de fútbol de Portugal que juega en el Campeonato de Portugal, la cuarta división nacional.

## Historia
Fue fundado el 17 de setiembre del año 1963 en Gouveia, en el distrito de Guarda luego de la fusión de los equipos Sport Gouveia e Benfica, Clube de Futebol "Os Gouveenses" y Sporting Clube de Gouveia. Más tarde se fusionaron con C.D.G., Futebol Clube do Porto e Gouveia, União Académica Gouveense (quien luego se llamaría Futebol Clube Gouveia), Juventude SC y Operário de Gouveia. Es el equipo más importante de Gouveia.
El club ha pasado la mayor parte de su historia en las ligas regionales de Guarda, aunque para la temporada 2014/15 jugó por primera vez a nivel nacional tras conseguir el ascenso al Campeonato Nacional de Seniores, pero descendieron en esa temporada a las ligas rergionales.

## Palmarés
- Liga Regional de Guarda: 11

1964/65, 1965/66, 1966/67, 1982/83, 1984/85, 1999/2000, 2001/02, 2013/14, 2015/16, 2022/23, 2024/25
- Copa de Guarda: 2

2010/11, 2013/14

## Jugadores

### Jugadores destacados
- Tó Madeira